# المناجاة الكبرى
قرية المناجاة الكبرى هي إحدى القرى التابعة لمركز الحسينية في محافظة الشرقية في جمهورية مصر العربية. حسب إحصاءات سنة 2006، بلغ إجمالي السكان في المناجاة الكبرى 15178 نسمة، منهم 7956 رجل و7222 امرأة.

## التاريخ
قرية المناجاة الكبرى من القرى القديمة، حيث وردت باسم «أم عيسى» في أعمال الشرقية ضمن قرى الروك الناصري التي أحصاها ابن الجيعان في كتاب «التحفة السنية بأسماء البلاد المصرية». وفي العصر العثماني وردت باسم «المناجاة» في التربيع العثماني الذي أجراه الوالي العثماني سليمان باشا الخادم في عصر السلطان العثماني سليمان القانوني ضمن قرى ولاية الشرقية، وفي تاريخ 1228هـ/1813م الذي عدّ قرى مصر بعد المسح الذي قام به محمد علي باشا باسم «المناجاة الكبرى» ضمن قرى مديرية الشرقية.